# Flavio Zappi
Flavio Zappi (Cassano Magnago, 28 agosto 1960) è un ex ciclista su strada italiano.
Professionista dal 1981 al 1986, vinse una tappa al Giro del Trentino 1981.

## Carriera
Corridore con caratteristiche di passista-scalatore, ottenne una sola vittoria da professionista, una tappa al Giro del Trentino 1981. Tra i principali piazzamenti vi sono il secondo posto nella classifica scalatori al Giro d'Italia 1984, il quinto posto alla Coppa Placci nel 1981 e due sesti posti, al campionato italiano nel 1981 e al Giro della Provincia di Reggio Calabria nel 1984.

## Palmarès
- 1980 (Dilettanti)

Targa d'Oro Città di Legnano
Gran Premio Sovizzo - Piccola Sanremo
Coppa Bologna
- 1981

2ª tappa Giro del Trentino (Molina di Ledro > Tiarno)

## Piazzamenti

### Grandi Giri
- Giro d'Italia

1983: 79º
1984: 54º

### Classiche monumento
- Milano-Sanremo

1984: 12º
1985: 36º
- Parigi-Roubaix

1984: 18º